# چارلز فروسایت
چارلز فروسایت (انگلیسی: Charles Forsyth; ۱۰ ژانویهٔ ۱۸۸۵ – ۲۴ فوریهٔ ۱۹۵۱) شناگر اهل بریتانیا بود.